# Ха Чон Вон
Ха Чон Вон (кор. 하정운, нар. 20 квітня 1942) — північнокорейський футболіст, що грав на позиції захисника за клуб «8 серпня», а також національну збірну КНДР.

## Клубна кар'єра
На клубному рівні грав за «8 серпня».

## Виступи за збірну
Захищав кольори національної збірної КНДР. 
У її складі був учасником чемпіонату світу 1966 року в Англії. Починав турнір як запасний гравець, проте був включений до стартового складу своєї команди на вирішальну гру групового етапу проти італійців, яку вона сенсаційно виграли з рахунком 1:0, вийшовши до плей-оф. Згодом також грав у чвертьфінальній грі проти збірної Португалії, яку північнокорейці програли 3:5, завершивши виступи на турнірі.